# Siège de Soissons (1870)
Pour les articles homonymes, voir Siège de Soissons.
Guerre franco-prussienne
Batailles
- Chronologie de la guerre franco-prussienne de 1870
- Sarrebruck (08-1870)
- Wissembourg (08-1870)
- Forbach-Spicheren (08-1870)
- Wœrth (08-1870)
- Bitche (08-1870)
- Phalsbourg (08-1870)
- Borny-Colombey (08-1870)
- Strasbourg (08-1870)
- Mars-la-Tour (08-1870)
- Toul (08-1870)
- Gravelotte (08-1870)
- Metz (08-1870)
- Nouart (08-1870)
- Beaumont (08-1870)
- Noisseville (08-1870)
- Sedan (08-1870)
- Montmédy (09-1870)
- Soissons (09-1870)
- Siège de Paris et chronologie du siège (09-1870)
- Nompatelize (10-1870)
- Bellevue (10-1870)
- Châtillon (10-1870
- Châteaudun (10-1870)
- Buzenval (10-1870)
- Bourget (10-1870)
- Dijon (10-1870)
- Belfort (11-1870)
- La Fère (11-1870)
- Langres (11-1870)
- Bouvet et Meteor (navale) (11-1870)
- Coulmiers (11-1870)
- Thionville (11-1870)
- Châtillon-sur-Seine (11-1870)
- Villers-Bretonneux (11-1870)
- Beaune-la-Rolande (11-1870)
- Champigny (11-1870)
- Orléans (12-1870)
- Loigny (12-1870)
- Châteauneuf (12-1870)
- Beaugency (12-1870)
- Longeau (12-1870)
- l’Hallue (12-1870)
- Siège de Péronne (1871)
- Bapaume (01-1871)
- Villersexel (01-1871)
- Le Mans (01-1871)
- Héricourt (01-1871)
- Saint-Quentin (01-1871)
- Buzenval (01-1871)

Le siège de Soissons  qui eut lieu du 11 septembre au 16 octobre 1870 est un épisode de la guerre franco-prussienne de 1870 qui se termina par la reddition de la ville.

## Situation avant le siège
C'est le dimanche 4 septembre 1870 que la nouvelle de l'anéantissement de l'armée de Mac-Mahon parvient à Soissons.

Le même jour, les troupes du général d'Exéa, commandant de la 1re division du 3e corps d'armée, chargé de défendre Reims battait en retraite et arrivaient à Soissons, d'où elle repartait le lendemain pour rejoindre Paris.

Le 6 septembre, le pont de Villeneuve-Saint-Germain, de Saint-Mard, de Missy et de Condé sont détruits et les tunnels de Vauxaillon et de Vierzy sont obstrués.

Le 9 septembre, la présence des cuirassiers blancs du 4e corps commandé par le général Alvensleben est signalé dans l'arrondissement de Soissons. Le pont de Wailly, n'ayant pas été détruit, les Allemands y firent passer leurs troupes.

## Les fortifications
Située à la jonction d'axes routiers importants et du chemin de fer de Paris à Reims, ainsi que celui de Paris à Laon par Villers-Cotterêts, sa situation stratégique était  considérée comme importante. Toutefois les montagnes qui dominaient la ville étant dépourvues d'ouvrages fortifiés, font de celle-ci un véritable fond de cuvette, un vrai nid à obus.
Les fortifications de Soissons se composaient d'une enceinte continue revêtue de 11 bastions. Cette enceinte était casematée en différents endroits, mais pas assez pour abriter la garnison. Elle s'appuyait sur l'Aisne au Nord et au Sud et elle formait un quadrilatère d'environ 1 200 mètres sur 800 mètres. Le faubourg Saint-Vaast n'était pas compris dans ce quadrilatère, mais formait aussi une enceinte s'appuyant également sur l'Aisne, à l'Est, et revêtue de 3 bastions.

Un barrage militaire, construit sur la rivière, près et en amont du pont en pierres, et une dérivation de la Crise, permettait de submerger la plus grande partie des fossés et d'inonder le fond des deux vallées.

Une portion seulement des fossés, celle du Sud-Ouest, en raison de sa position plus élevée, ne pouvait être inondée. À l'exception de ce point, la place de Soissons ne pouvait être prise de vive force, mais elle était incapable  de résister longtemps à un siège en règle.
À la veille de la guerre, Soissons était considérée comme la clef de Paris mais rien n'avait été fait pour mettre cette place forte dans l'état que comportait l'importance stratégique qu'on lui attribuait.

## La garnison
Au moment de la déclaration de la guerre, la garnison de Soissons se composait de 3 bataillons du 15e régiment d'infanterie de ligne, sous les ordres du colonel Théodore Eugène Fraboulet de Kerléadec. Il n'y avait toutefois aucun artilleur ni attelage d'artillerie. 

Le 20 juillet le 15e RIL quitte Soissons pour rejoindre l'armée du Rhin.

Le 22 juillet arrivée des brigades Becquet de Sonnay et Colin de la 3e division du 6e corps d'armée de l'armée du Rhin sous les ordres du général Lafond de Villiers qui rejoignent le 2 août le camp de Châlons. 

Du 2 au 10 août la place se trouve absolument sans garnison.

Le 11 août, en exécution du décret du 17 juillet 1870 qui appelait les gardes mobiles sous les drapeaux, le 2e bataillon des mobiles de l'Aisne (arrondissement de Soissons) y prend garnison.

Le 12 août, arrivée du 1er bataillon des mobiles de l'Aisne (arrondissement de Château-Thierry) 

Le 17 août, arrivée du 6e bataillon des mobiles de l'Aisne (arrondissement de Vervins)

À peu près à la cette même date, le bataillon dépôt du 15e régiment d'infanterie de ligne arriva de Laon. Celui-ci était composé de 2 compagnies de 800 hommes chacune avec à peine 10 officiers pour les commander. Elles furent renforcées par des éléments échappés de Sedan qui formèrent 2 compagnies supplémentaires.

Le 20 août arrivée de la 1re batterie bis du 8e régiment d'artillerie.

Le 27 août, départ du 1er bataillon des mobiles de l'Aisne pour Villers-Cotterêts puis Paris ou elle combattra 

Ce même jour, le gouvernement rappelait les anciens militaires âgés de 25 à 35 ans, qui furent armés de vieux fusils à piston, et créait les gardes nationales rurales. Ceux-ci furent transformés en régiments de marche. Ainsi les 2 bataillons de Soissons formèrent le 17e régiment de marche.
Au début du siège la place était défendue par 4 425 hommes :
- 1 section du génie de la division d'Exéa (30 hommes)
- 1re batterie bis du 8e régiment d'artillerie (115 hommes)
- Artillerie des mobiles du Nord (230 hommes)
  - 12e batterie d'artillerie des mobiles du Nord
  - 13e batterie d'artillerie des mobiles du Nord
  - 16e batterie d'artillerie des mobiles du Nord
- Batterie des volontaires soissonnais (50 hommes)
- Compagnie de dépôt du 15e régiment d'infanterie de ligne
- 2e bataillon de mobiles de l'Aisne (1 200 hommes
- 6e bataillon de mobiles de l'Aisne (1 200 hommes

On peut ajouter à cet effectif environ 550 hommes :
- 1 compagnie de sapeurs-pompiers
- 1 compagnie de gardes nationaux volontaires
- 15 gendarmes environ
- 122 pièces d'artillerie dont 51 réellement utilisables.

Ce fut cette troupe improvisée, sous le commandement du lieutenant-colonel de Noue, composée en grande partie d'engagés volontaires à qui tout manquait (armement, équipement, instruction, discipline), et dont les officiers, sous-officiers et caporaux nommés à la hâte sans choix préalable, n'ayant aucune notion du métier de soldat, mais qui étaient d'une bonne volonté à toute épreuve qui furent chargés de défendre cette place forte.

## Le siège
Ignorant la ville, l'armée allemande continua sa marche vers Paris en cheminant à travers les chemins vicinaux de la région, laissant de côté les obstacles dont elle ne voulait s'emparer que plus tard afin de ne pas ralentir sa marche. Cette marche était d'autant plus rapide que, de Sedan à Paris, le Allemands ne rencontrèrent aucun soldat français, deux villes fortifiées seulement se trouvaient sur leur route, Laon et Soissons.
La place de Laon, commandée par le général Thémérin, n'avait pour toute garnison qu'un bataillon et une batterie d'artillerie de la garde mobile. Toutefois le 8 septembre une forte détonation provenant de la direction de Laon avait été entendue à Soissons. C'était la poudrière qui avait sauté.
Le 10 septembre un parlementaire, un officier de dragons du 12e corps d'armée, se présente à la porte Saint-Martin pour demander la reddition de la place. Le colonel de Noue, commandant de la place, refusa catégoriquement. Les longues colonnes allemandes continuèrent de défiler autour de Soissons en direction de Paris et la ville fut ainsi encerclée. 
Le 14 septembre, un groupe de cavaliers allemands tentent une reconnaissance sur la porte de Reims. Ils sont chassés à coup de canon et de fusil. Le même jour un deuxième parlementaire demande la reddition de la place. En réponse à un nouveau refus, les Allemands firent tirer 3 coups de canons sur la ville à partir des hauteurs de Sainte-Geneviève.
Le 18 septembre, prévenu par un habitant, un peloton de garde nationaux surprend, à Venizel, un détachement d'une vingtaine de Prussiens ; un est tué, les autres sont faits prisonniers.
Le 22 septembre, 42 garde nationaux effectuèrent un coup de main contre des cavaliers allemands accompagnant une soixantaine de chevaux cantonné à Beugneux ; 1 officier et 2 soldats allemands furent tués, 18 furent faits prisonniers et 50 chevaux capturés.
Le 24 septembre, une quarantaine de gardes nationaux et du 15e de ligne font feu sur des cavaliers prussiens au lieu-dit La Chaumière à Venizel. Alerté, un bataillon prussien, bientôt rejoint par 3 bataillons de la landwehr, forcent les gardes nationaux à se replier après un dur combat sur la butte de Villeneuve. Les Français perdirent 2 officiers, 8 blessés et 16 disparus et les Prussiens 2 morts et 15 blessés. À la suite de cet engagement, le grand-duc de Mecklembourg, Frédéric-François II de Mecklembourg-Schwerin, adressait, de Reims, le télégramme suivant au ministère de la guerre à Berlin :
« Samedi, nous avons eu un engagement sérieux sous les murs de Soissons, après un combat de quatre heures, nous avons forcé l'ennemi à rentrer en ville après avoir subi de grandes pertes, le commandant de la place a fait demander un armistice pour enterrer ses morts, nous le lui avons refusé. Signé : Duc Mecklembourg ».
Un parlementaire somma de nouveau le colonel de Noue de lui rendre la place, et devant un nouveau refus, les troupes allemandes prirent leur dispositions pour investir totalement la place, en installant des positions de grand-gardes, en positionnant des bataillons, principalement, sur le plateau Sainte-Geneviève, à Billy-sur-Aisne et Venizel et en construisant des abris et des travaux de défense.

Dès le 25 septembre, les positions prussiennes furent canonnées. Toutefois cela n'empêcha pas les Prussiens d'étendre leur ligne d'investissement et occupèrent la gare, qui avait été abandonnée par les Français, Belleu, la rive gauche de la Crise jusqu'à Vauxbuin et la ferme de Presle.
Le 26 septembre, 200 hommes du 15e de ligne accompagnés de 100 hommes du 2e bataillon des mobiles de l'Aisne, firent une sortie pour chasser les Prussiens du faubourg de Reims et incendier leurs abris. Ne parvenant à  débusquer les Allemands, les attaquants rentraient dans la place après avoir perdu 2 morts et 2 blessés tandis que l'ennemi perdait 8 hommes.
Le 27 septembre le feu fut mis dans la fonderie et une partie des maisons du faubourg Saint-Crépin afin de déloger et d'éloigner les Allemands qui étaient trop proches des murs de la ville, tandis que de nombreux soldats échappés de Sedan arrivèrent encore dans la place.
Le 28 septembre, la garnison tente d'occuper le faubourg de Reims et la gare qui fut stoppée par les Prussiens après 2 heures de combat.
Le 1er octobre, le général-lieutenant von Selchow arriva devant Soissons pour conduire le siège, avec des renforts composés de 7 bataillons d'infanterie, 4 escadrons de cavalerie, 2 batteries d'artillerie de campagne et 2 compagnies de pionniers. Il établit son quartier général à la ferme de Carrière-l'Évêque située en arrière de Belleu et sur la hauteur. Il fit étendre et renforcer la ligne d'investissement sur la rive gauche de l'Aisne et en la rapprochant le plus possible des avant-postes français. La ferme de la Maison-Rouge fut occupée ainsi que le cimetière barrant ainsi la route de Compiègne par où les troupes Françaises avaient pu sortir jusqu'alors. La rive droite fut occupée par 2 compagnies de landwehr et un escadron de cuirassiers blancs. L'infanterie se positionna à Crouy, à Clémencin et derrière le remblai du chemin de fer de Laon et la cavalerie à la ferme de la Perrière afin de surveiller les routes de Chauny et de Laon.
Le 3 octobre, un convoi de vivres composé de 18 voitures parvenait à entrer dans la place après que les troupes françaises postées dans Soissons lui ait ouvert le passage à Crouy : « Pour assurer l'entrée des approvisionnements, le colonel Carpentier est sorti avec 6 compagnies prises dans les deux bataillons de la garde mobile, et s'est porté sur les hauteurs de Vauxrot. Après avoir fait éclairer la position et s'être fortement installé, il dirigea sur Terny une compagnie qui amena le convoi dans la place. Pour assurer le mouvement, et dégager la route de Laon, le capitaine Ballet est sorti avec 3 compagnies du 15e de ligne. Le lieutenant Ferté de la 1re compagnie s'est porté sur la ferme Saint-Paul, le lieutenant Garnier de la 2e compagnie sur la ferme de Clamecy et le capitaine Félon, du recrutement de l'Aisne, avec la 3e compagnie appuyait ce mouvement offensif, qui eut lieu avec un ensemble remarquable. L'ennemi débusqué par un feu très vif, s'est retiré en désordre sur le village de Crouy, poursuivit par une vingtaine de tirailleurs qui firent 6 prisonniers, dont 1 blessé. Nos soldats occupèrent alors les crêtes du remblai du chemin de fer jusqu'à l'arrivée de ceux-ci en ville. Les pertes sont de 1 tué et 3 blessés. Soissons le 3 octobre 1870. Signé De Noue, commandant de la place. »
Le 5 octobre, sur ordre du colonel de Noue, le pont de Vailly est détruit. « Par ordre du commandant supérieur, le pont de Vailly doit être détruit. Le gardien du pont, sous peine de trahison, devra laisser exécuter l'ordre, s'il en prévient l'ennemi, il sera traduit en conseil de guerre et fusillé. Soissons le 4 octobre 1870. Signé De Noue. »
Le 6 octobre, prévenu de la destruction du pont, un détachement d'une quarantaine de cavaliers allemands entrait dans Vailly et procéda à l'arrestation du maire M. Mennessier et du conseiller général du canton M. Legry qui furent accusés d'« acte criminel prévu et puni par le 4e paragraphe de l'Ordonnance royale du 21 juillet 1867 et par le rescrit du paragraphe 18 du Code pénal militaire » prussien. Ils furent emmenés à la Carrière-l'Evêque où le général de Selchow avait son quartier général qui rendit le jugement suivant : « La ville de Vailly paiera 20 000 francs à titre d'amende, pour l'acte d'hostilité commis sur son territoire; un des deux prisonniers va se rendre à Vailly chercher la somme, l'autre restera jusqu'à son retour, qui devra avoir lieu aujourd'hui même. »
Du 7 octobre au 11 octobre les échauffourées continuent : les assiégés effectuent des combats de harcèlement et de bombardements de postes avancés, tandis que les assiégeants, au nombre de 6 000 hommes d'infanterie, resserrent leur emprise autour de la place : 
- Sur la rive gauche de l'Aisne, de Venizel à la Crise 3 bataillons et 1 batterie légère au château de Bellevue et à la ferme Sainte-Geneviève, avec le QG à Billy-sur-Aisne.
- De la rive gauche de la Crise jusqu'à l'Aisne, 3 bataillons et 2 escadrons, avec le QG à Vauxbuin. C'est à cet endroit que le 11, l'instituteur Poulette, l'un des "trois instituteurs de l'Aisne" et de Déquirez et Letoffé de Vauxrezis, sont exécutés par les Prussiens pour avoir résisté. Ces exécutions firent suite à des dénonciations pour lesquelles les délateurs furent jugés par un conseil de guerre à Paris, deux ans plus tard en 1872. Trois furent déportés en Nouvelle Calédonie et l'autre, Poittevin, fusillé au polygone de tir de Vincennes.[réf. nécessaire]
- Sur la rive droite de l'Aisne, 1 bataillon, 1 escadron et 1 batterie, avec le QG à ferme de la Perrière.
- Une forte barricade, construite par les Allemands, coupait la route de Chauny, en prévision d'une sortie des assiégés vers le Nord.
- La ligne des avant-postes de la rive gauche partait du pont de chemin de fer près de Villeneuve, longeait le chemin de fer par la tranchée déjà creusée jusqu'à la gare, puis derrière et après le faubourg de la Crise, passait ensuite devant le moulin de la Buerie, les fermes de Presle, de Maupas et la Maison-Rouge sur la route de Compiègne.
- Les Allemands construisaient des batteries destinées à recevoir les canons de siège

Le 12 octobre, l'artillerie allemande ouvrait le feu contre Soissons. Elle était composée de :
- 4 compagnies d'artillerie de forteresse (480 hommes)
- 2 batteries de campagne de réserve (320 hommes)
- 10 canons de 150 long en acier
- 16 canons de 120 en bronze
- 6 canons de 90 (artillerie de campagne)
- 6 canons de 80 (artillerie de campagne)
- 2 mortiers de 270 (pris à Toul ou à Marsal)
- 4 mortiers de 220 (pris à Toul ou à Marsal)
- 4 mortiers de 150 (pris à Toul ou à Marsal)

Auquel s'ajoutaient :
- 9 bataillons d'infanterie (7 200 hommes)
- 4 escadrons de grosse cavalerie (500 hommes)
- 2 compagnies de pionniers (600 hommes)

Les premiers obus s'abattirent sur le front 3-4, le cavalier 27 et l'arsenal. Toute la matinée du 12 octobre, la canonnade continue des 73 pièces allemandes ébranla le sol, détruisit des maisons, alluma des incendies et causa des dégâts considérables et des pertes humaines, malgré l'opiniâtreté avec laquelle les défenseurs répondaient, jusqu'à la fin de la journée. Lors de cette journée les Allemands envoyèrent 1 864 obus, 184 shrapnels et 300 bombes.

Le 13 octobre, la canonnade était encore plus violente et de nombreux projectiles tombèrent sur la grande caserne mais également sur un grand nombre de maisons provoquant de nouveaux incendies. En début d'après-midi un parlementaire allemand se présente devant le colonel de Noue qui répondit :
« que son devoir et son honneur ne lui permettaient pas de capituler, que la garnison était intacte et disposée à la lutte, que les pièces étaient remontées et en état de faire feu et qu'il attendait les Allemands à l'assaut sur la brèche »
Il se plaignit amèrement au parlementaire de ce que les Allemands tiraient sur la ville et les ambulances, pourtant protégées par le drapeau de la convention de Genève, et que le siège était conduit de façon inhumaine puisque le feu était dirigé autant sur la ville que sur les remparts. C'était la quatrième fois que le colonel de Noue refusait de se rendre.
Le bombardement de la ville reprit de plus belle et avec une intensité accrue. Le Grand-Hôpital, qui donnait asile à 300 personnes, prenait feu  sous les coups répétés de l'artillerie allemande. Les coups portés par l'assiégeant dans cette deuxième journée de bombardement furent sérieux. Lors de cette journée les Allemands envoyèrent 1 993 obus, 225 shrapnels et 294 bombes.
Le 14 octobre, les pertes humaines furent moins importantes,; toutefois la caserne, les bastions nos 3, 4, 5 subirent de gros dégâts ainsi que la partie Nord des fortifications dont les canons allemands avaient ouvert une brèche de 33 à 35 mètres et où un assaut était désormais redouté. De nombreuses lettres adressées par les habitants de Soissons demandaient au colonel de Noue d'arrêter ce siège et de capituler afin de faire cesser les destructions, les désastres, les incendies et les victimes. Le maire Henri Salleron adressa également une protestation au lieutenant-colonel de Noue contre le bombardement : « Nous devions nous attendre, disaient les membres de la commission municipale, à soutenir un siège régulier, mais nous ne devions pas croire que cinquante heures de bombardement, avec des engins formidables, sur des positions qui commandent la ville de toutes parts, dussent rendre à peu près inutile toute défense régulière et anéantir une grande partie de la ville », qui resta sans réponse. Ces lettres restèrent sans effets.
Le 15 octobre, Henri Salleron adressa une nouvelle missive au commandant militaire, en faisant un exposé complet de la situation : « La ruine, la mort et la famine, voilà le sort  non plus du tiers de la population mais de plus de la moitié; deux quartiers seuls sont privilégiés jusqu'à cette heure : ceux qui environnent la place d'Armes et la Mairie et la plus grande partie du faubourg Saint-Waast. Les services de toute nature deviennent impossibles; on ne peut plus même enterrer les morts et l'on ne veut plus aller chercher son pain. Les habitants qui ont une cave habitable, peuvent y rester enfermés et mettre leur existence à l'abri, mais la moitié de la population est obligée d'attendre la mort dans les maisons, et si l'on bombardait le faubourg, il n'y a pas une cave qui ne soit inondée, donc pas de refuge. Au surplus, colonel, je ne veux pas chercher à vous émouvoir ; je partage entièrement vos pensées sur les sacrifices imposés par le patriotisme, je ne fais appel qu'à la raison et, pas plus que vous, je ne y suis disposé à transiger avec l'ennemi. Seulement, je ne comprends tous les sacrifices possibles, vie et fortune, qu'à la condition de les croire utiles. Dieu sait si la situation présente n'a pas couvert, depuis hier, votre responsabilité militaire. J'avais, non sans peine, fait ouvrir des fossés à l'endroit indiqué, mais, à 60 centimètres, on a rencontré l'eau. Comme il y a des morts de cinq jours, j'ai pris sur moi de faire ouvrir des fosses dans le jeu de Paume (Au pied de la courtine 8-9, les cadavres étaient amenés dans des tombereaux, 47 morts furent ainsi inhumés et transportés plus tard au cimetière de la ville) ».
Dans l'après-midi, n'étant pas parvenu  à décider le colonel de Noue, Henri Salleron complétait son exposé : « Il est certain que vous ignorez l'état matériel de notre Hôtel-Dieu et de nos ambulances. Si vous voulez bien les visiter, vous verrez le plus affreux spectacle. 500 malades et blessés, menacés d'être asphyxiés dans les caves, sont accumulés les uns sur les autres ; dans les angles, des enfants et des vieillards ; plus d'approvisionnements par suite de l'incendie de l'Hôpital. À Saint-Léger, 150 blessés ou malades entassés dans la crypte. Depuis le matin, je cherche à caser les familles chassées de leurs logements par l'incendie et les destructions. J'ai fait ce que j'ai pu, mais je ne trouverai plus d'asiles. Les incendies continuent, et je
» crois qu'aucune ville n'a subi avec plus de résignation autant de ruines et de misères. À vous d'apprécier jusqu'à quelle limite on doit aller pour avoir bien mérité de la Patrie, et si de plus grands sacrifices sont nécessaires et possibles ».

Le lieutenant-colonel de Noue ne voyant pas arriver les secours qu'il avait fait demander à Lille par le lieutenant-colonel Carpentier, en présence des vives sollicitations qui lui étaient adressées, et de la situation pour ainsi dire désespérée dans laquelle la place se trouvait, se décida à consulter les membres du Conseil de Défense sur le parti à prendre, les invitant à émettre chacun son avis, soit pour la résistance, soit pour la capitulation.

Cette séance du Conseil de Défense fut assez mouvementée et surtout très pénible pour le commandant de place. Sachant qu'une longue résistance n'était pas possible et que de nouveaux sacrifices étaient complètement inutiles, le colonel de Noue décida d'épargner à la ville de nouvelles ruines et à la défense de nouvelles victimes et se résigna proposer aux assiégeants la reddition de la ville.
Le 16 octobre, vers 2 heures du matin le colonel von Krensky portait le protocole de capitulation : 

« 1- Le colonel von Krensky, chef d'état-major du 13e corps d'armée, chargé des pleins pouvoirs de son Altesse Royale le grand-duc de Mecklembourg
2 - le lieutenant-colonel de Noue, commandant de la place de Soissons.
Article 1 : La place de Soissons avec tout le matériel qu'elle renferme sera livrée à la disposition de S. A. R. le grand-duc de Mecklembourg.
Article 2 : La garnison de Soissons, comprenant tous les hommes qui ont porté les armes pendant la durée de la défense, soit en uniforme ou non, est prisonnière de guerre, sont exceptés de cet article les gardes nationaux et les gardes mobiles qui habitaient la ville avant que la guerre fut déclarée.
Article 3 : En considération de la défense valeureuse de la place, tous les officiers et employés supérieurs ayant rang d'officier, qui engageront par écrit leur parole d'honneur de ne plus porter les armes contre l'Allemagne, ni d'agir en rien contre ses intérêts pendant la guerre actuelle, seront mis en liberté. Ceux qui souscriront à ces conditions conserveront leurs armes, leurs chevaux, leurs effets et leurs domestiques.
Article 4 : Demain, à deux heures, la garnison, sans armes, sera conduite sur les glacis de la porte de Reims.
Article 5 : Le matériel de guerre, comprenant drapeaux, canons, armes, chevaux, caissons, munitions, etc., etc , sera livré à trois heures par les chefs de services à une commission prussienne.
Article 6 : Tous les médecins militaires resteront pour soigner les blessés.
Article 7 : En considération de ce que la ville a souffert, elle ne subira d'autre contribution que celle de nourrir la garnison, après épuisement des approvisionnements laissés dans les magasins de l’État.
Fait à Soissons, à onze heures du soir, le 15 octobre 1870.
Signé : von Krensky et de Noue »

## La fin du siège
La commission municipale, informée par le commandant de place, fit placarder en ville l'avis suivant, qui donnait connaissance aux habitants de la capitulation de Soissons :
« La Commission municipale a été informée ce matin, 16 octobre, par le Commandant de Place de Soissons que, le Conseil de Défense entendu, et prenant en considération les souffrances de la ville, il avait dû signer la reddition de la place, qui sera remise aux autorités prussiennes aujourd'hui à deux heures ; et, en ce qui concerne la ville que, d'après un article de la convention, elle n'aura à subir d'autre rétribution de guerre que celle de nourrir la garnison, après l'épuisement des approvisionnements laissés dans les magasins de l’État. Les membres de la Commission municipale recommandent à leurs concitoyens l'attitude et le calme que réclament les tristes nécessités de la situation ».
Sous prétexte qu'ils ne voulaient rien laisser aux Allemands, les soldats prirent d'assaut les magasins de l’État et les livrèrent au pillage;  un certain nombre se portèrent aux réserves de vin et d'eau-de-vie. Dans l'ouvrage du grand état-major allemand on trouve le passage suivant : « Dans l'après-midi du 16, la garnison prisonnière, forte de 4 800 hommes environ, sortait par la porte de Reims, ivre en majeure partie et dans un assez grand désordre ».
Les mobiles des 2e et 6e bataillons de mobiles de l'Aisne furent passés en revue par un officier allemand, qui les rendit libres après leur avoir donné connaissance de l'article les concernant de l'acte de la capitulation, et leur avoir signifié qu'ils ne devaient plus servir contre l'Allemagne pendant la durée de cette guerre. Il faut dire que presque tous les hommes de ces bataillon s'empressèrent, une fois libres, de gagner le Nord et de s'enrôler pour combattre l'envahisseur. Les soldats passèrent devant les troupes allemandes rangées en bataille sur l'avenue de la Gare et partirent pour l'Allemagne par la route de Château-Thierry, sous la conduite du bataillon de landwehr de Jüterbogk et d'un escadron de cavalerie. Les Prussiens, aussitôt le dernier prisonnier passé, commencèrent le défilé pour l'entrée en ville de toutes leurs troupes.
Le convoi de prisonniers, s'avançait vers Oulchy-le-Château, où il devait passer la nuit. En traversant le bois Saint-Jean, situé entre Hartennes et Oulchy, et l'obscurité étant à peu près complète, les projets d'évasion faits au départ reçurent leur exécution. Au signal des hommes s'élancèrent dans le bois et disparurent. Les soldats prussiens formant la haie firent feu, plusieurs prisonniers tombèrent. Les pelotons de tête et de queue croyant à une attaque des francs-tireurs, tirèrent aussi sans se rendre compte exactement de ce qui se passait et se fusillèrent mutuellement. Une panique générale s'ensuivit, à la faveur de laquelle 600 prisonniers environ s'échappèrent. Les prisonniers passèrent ensuite, par chemin de fer, de Château-Thierry à Bar-le-Duc puis Lunéville et arrivèrent à Cologne, leur lieu de l'internement, le 20 octobre au soir.

## Bilan
Le joug de l'occupation prussienne à ensuite pesé lourdement sur la ville de Soissons durant 12 mois.
Après la guerre, un conseil d'enquête, nommé par le Gouvernement français, fut chargé, sous la présidence du maréchal Baraguay-d'Hilliers, d'examiner les capitulations des places fortes qui succombèrent aux attaques des Allemands.

Ci-après l'extrait du procès-verbal de la séance du 13 novembre 1871 relatif à la capitulation de Soissons :
« Le Conseil,
Vu le dossier relatif à la capitulation de la place de Soissons ;
Vu le texte de la capitulation ;
Sur le rapport qui lui en a été fait ;
Ouï M. de Noue, lieutenant-colonel, commandant de la place de Soissons ;
M. Mosbach, chef de bataillon, commandant du génie ; M. Roques-Salvaza, chef d'escadron, commandant l'artillerie ; M. Denis, major du 15e de ligne, et M. Fargeon, capitaine du génie, employés à Soissons pendant le siège.
Considérant que si le lieutenant-colonel de Noue, commandant la place de Soissons, a montré de l'activité pour l'approvisionnement des vivres, il n'a pas déployé assez de sévérité pour le maintien de la discipline dans les troupes placées sous ses ordres. Qu'il a manqué de prévoyance en autorisant plusieurs chefs de corps à s'absenter au moment où la place pouvait être investie, et par cela même a nui à la discipline et à l'esprit de corps.
Considérant que s'il a été fait brèche au corps de place ; la brèche n'était pas praticable ; que si l'artillerie avait souffert, elle pouvait encore continuer la défense ; que les munitions de vivres et de guerre étaient abondantes ; que les pertes de la garnison ont été relativement peu considérables ; que le commandant de place est blâmable d'avoir capitulé sans avoir encloué ses canons, détruit ses poudres et ses vivres, et s'est, au contraire, engagé à les livrer à l'ennemi ;
Considérant que la place a été rendue malgré l'avis du commandant du 15e de ligne et celui du commandant du génie, et que, loin de se rallier à cette opinion, le lieutenant-colonel de Noue, contrairement à l'article 156 du décret sur le service des places, n'a su imposer sa volonté que pour la capitulation ;
Considérant qu'il a manqué aux prescriptions du même article, en stipulant que les officiers qui donneraient leur parole de ne pas servir contre l'Allemagne, seraient mis en liberté et qu'ils conserveraient armes, chevaux et bagages, tandis qu'il ne devait stipuler qu'en faveur des blessés et des malades ;
Est d'avis :
Que le lieutenant-colonel de Noue a révélé une profonde incapacité et une grande faiblesse, et qu'il paraît au Conseil impropre à exercer un commandement.
Pour extrait conforme,
Le Président du Conseil d'enquête,
Signé : Baraguay-d'Hilliers ».
En 1885, la place de Soissons est déclassée en raison principalement de l'extension considérable de son système de défense, du coût des dépenses engagé de cette réorganisation défensive ainsi que rôle secondaire dévolu désormais à la place. Ainsi le 5 mars 1885, la place de Soissons est rayée du tableau de classement des places de guerre.